# Band’Ora zenekar
A Band'Ora zenekar (a bandorások) – keresztény identitású ifjúsági zenekar, melynek tagjai a római katolikus hitvallásnak megfelelően élik meg hitüket a zenei szolgálatban, mindemellett részlegesen nyitottak az ökumenizmus irányában is. Tiszteli más egyházak híveit és tanait, szívesen imádkozik együtt más felekezetekkel, de a tanításaikkal nem vállal közösséget.

## A Band'Ora név eredete
A zenekar nevének eredete két szóra származtatható vissza:
- az angol band szóra, melynek jelentése együtt, együttes, illetve
- a latin ora szóból származik, melynek jelentése hangosan imádkozik, kapcsolódva az Ora et labora!, vagyis Imádkozzál és dolgozzál! közmondáshoz.
- a bandora, bandore vagy másképp a pandora egyébként is egy húros hangszer , a gitár egyik őse.

A zenekar nevének jelentése így: Imádkozzunk együtt hangszer kíséretében!

## A zenei szolgálat
A bandorás lelkület a zenei szolgálat sokféleségét hordozza magában mégis van egy jól behatárolható terület, mely úgymond a zenekar specialitása: ez pedig a Szentségimádás.
Kezdetben vasár- és ünnepnapi szentmisék, később esküvői szertartások során kezdett ismertté válni a zenekar szolgálata. Így fokozatosan formálódott az eucharisztikus lelkületük. Az Úr Jézus közelségének velejárói teljes mértékben meghatározták a zenekar tagjait. Az istenközelségből fakadóan megszületett a vágy a további szolgálatok felé is.
Ma már dicsőítő műhelyeket tartanak, illetve jótékonysági- és evangelizációs koncerteket is adnak.

## A zenekartagok
- Baricz Hunor – billentyű és vokál (tenor)
- Fejér Szilárd – akusztikus gitár (solo)
- Ferencz Levente – basszusgitár
- Györfi Albert – akusztikus gitár (fingerstyle)
- Koncsag Beáta – fuvola
- Koncsag Krisztián – cajon
- Mihálydeák Imola – vokál (sopran), akusztikus gitár (rithm)
- Török Adél – vokál (mezzosopran)

A zenekarban korábban további személyek is szolgálatot teljesítettek már: Bajkó Zoltán (ütősök), Gál Levente (hegedű és szájharmonika),   Madarász Andrea (akusztikus gitár), Lőrincz Csaba (cajon), Sövér Nóra (tamburin), Sajgó Szabolcs (ének), Szekeres Endre (ének)
A zenekar zenekar ifjúsági- és gyermekkórus társaságában teljesít szolgálatot, amely a helyi iskola diákjaiból verbuválódott. Karvezetőjük Madarász Andrea.

## Története

### 2015
2015 januárjában alakult a gyergyóalfalvi római katolikus plébániához tartozó ifjúsági közösség zenész alkatú fiataljaiból, arra a híre miszerint megrendezésre kerül Csíkszeredában a 2015-ös Resurrexit keresztény zenefesztivál.
A zenekar tagjai már korábban is szolgáltak együtt a helyi plébánián ifjúsági szentmise, illetve Szentségimádás során mind a mai napig, viszont a jelenlegi felállásra 2015. februárjától került sor.
Több szülinapot is megünnepel a zenekar, hiszen idő kellett míg a megalakulás gondolatától kezdődően az első hivatalos szolgálatra sor kerülhetett.
Január 18. – első próba
Május 18. – a végleges logó

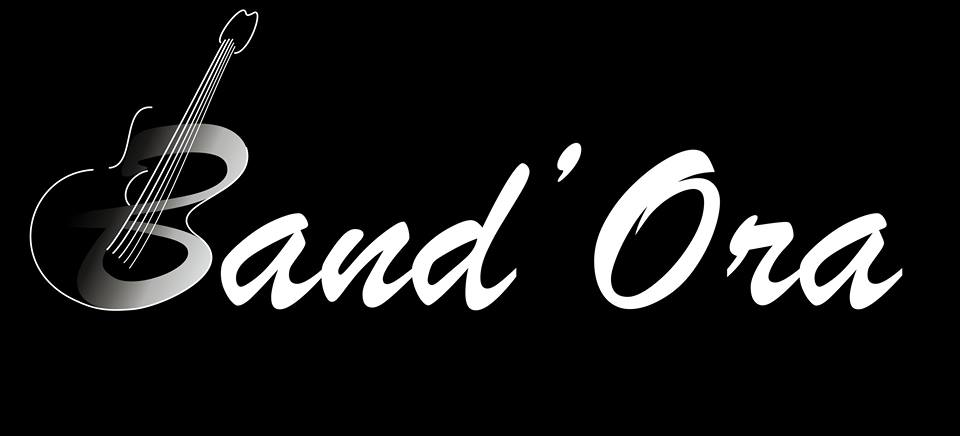
A Band'Ora zenekar logója
2015. május 18.

Keresztyén zenefesztivál, Marosfelfalu (RO)
,,Bár csak nemrég alakultak és kevés tapasztalattal rendelkeznek, mindezt meghazudtolva nagyon bátran léptek színpadra és az éneklés mellett közös imára buzdították a közönséget." – erdely.ma
Resurrexit keresztény zenefesztivál, Csíkszereda (RO)
Mária iskolája lelki program, Gyergyóalfalu (RO)
Falunapi evangelizációs koncert, Gyergyóalfalu (RO)
Csíksomlyói ifjúsági Találkozó – kegytemplom-kisbazilika (RO)
Egymillió csillag, Gyergyóalfalu (RO)
Nők órája programsorozat, Gyergyóalfalu (RO)

### 2016
Resurrexit keresztény zeneműhely és koncert, Csíkszereda (RO)
Falunapi evangelizációs koncert, Gyergyóalfalu (RO)
Kerületi lelkinap – Szőkefalva (RO)
Imádság Háza Konferencia – Dicsőítő szolgálat, Budapest (HU)
Egymillió csillag, Gyergyóalfalu (RO)
Kolping találkozó – Borzont (RO)
Szentségimádás – Csíkszentsimon (RO)
Karácsonyi koncert, Gyergyóalfalu (RO)
Kerületi Lelkinap – Gyergyóditró (RO)
Éjféli virrasztás – Gyergyószárhegy (RO)
Come to Me – Gyergyószentmiklós (RO)

### 2017
Kerületi Lelkinap – Gyergyószentmiklós (RO)
Evangelizáció koncert, Csongrád (HU)
Augusztus 15-20. – Csíksomlyói Ifjúsági Találkozó, kegytemplom-kisbazilika (RO)

Augusztus 25-27. – Mijo Barada lelkigyakorlat, Székelyudvarhely, sportcsarnok (RO)
"Láttam, ahogy a szívből jövő dicséretetek úgy hat Isten kegyelméből, mint egy forgószél. A központja ott van közöttetek, és, miközben énekeltek, folyamatos örvényléssel, nagy erővel emelkedik fel az Úr felé. Mozgása közben magával ragadja a lelkeket. Ahogy a forgószél is meglepő erővel fákat tud kiszakítani, tetőket letépni, autókat könnyedén felemelni, a Szentléleknek ez a forgószele is, ami a dicséretetek közben képződik, olyan lelkeket is megérint, akik ,,emberi szemmel", ,,földi látással" kimozdíthatatlanok." – szervezői meglátások
(...)
"Draga gyermekeim, mily kedves az Én vérző szívemnek szolgalatotok, mint szárazság idején a föld, úgy szomjúhozom szolgalatotokat. Az én drága lelkeim könnyei mind felüdítik szívemet, mikor meghallják a mennyei dallamokat. Köszönöm, hogy Engem választotok és szolgalatotok által gyógyítjátok és dicsőítitek az Én Legdrágább Szívemet. Erre a szolgálatra áldalak meg titeket az Atya, a Fiú és a Szentlélek nevében. Ámen." – prófécia Székelyudvarhelyről
Szeptember 16. – Szakrális Művészetek Hete – Csíksomlyó (RO)
December 26. – Ünnepi Karácsonyi koncert – Gyergyóalfalu (RO)
December 27. – Ünnepi Karácsonyi koncert – Madéfalva (RO)
December 30. – Ünnepi Karácsonyi koncert – Székelyudvarhely (RO)
- a felsorolás természetesen nem teljes, hiszen leginkább a nyitott események kerültek feltüntetésre.

### 2018
Július 13-15. – II. Mijo Barada lelkigyakorlat, Székelyudvarhely, sportcsarnok (RO)
Szeptember 14-17. – Szakrális Művészetek Hete – Csíksomlyó (RO)
December 26. – Ünnepi Karácsonyi koncert – Gyergyóalfalu (RO)
December 28. – Ünnepi Karácsonyi koncert – Csíksomlyói kegytemplom (RO)

### 2019
Július 19-21. – III. Mijo Barada lelkigyakorlat, Székelyudvarhely, sportcsarnok (RO)
Szeptember 13. – Szakrális Művészetek hete, Csíksomlyó (RO)
December 26. – Ünnepi Karácsonyi koncert – Gyergyóalfalu (RO)

### 2020
Január 3. – Évindító szentségimádás, Gyergyóalfalu (RO)
Augusztus 12. – CSIT műhely – Csíksomlyó (RO)
December 26. – Ünnepi Karácsonyi koncert – Gyergyóalfalu (RO)

### 2021
Szeptember 5. Mente Fesztivál - Marosfelfalu (RO)
December 26. – Ünnepi Karácsonyi Szentségimádás – Gyergyóalfalu (RO)